# Genio della lampada
Il genio della lampada è un personaggio della fiaba Aladino e la lampada meravigliosa de Le mille e una notte.

## Mille e una notte
Nella fiaba, il genio è un Jinn (Genio), un'entità soprannaturale nella religione preislamica e in quella musulmana, intermedia fra mondo angelico e umanità, che ha per lo più carattere maligno, anche se in certi casi può esprimersi in maniera del tutto benevola e protettiva. Il Genio viene risvegliato quando Aladino involontariamente strofina l'anello che il mago gli aveva dato come talismano. Un altro Genio obbedisce ad Aladino: si tratta di un potente e gigantesco jinn destinato ad obbedire al suo padrone, il proprietario della lampada magica che Aladino ha raccolto in un sotterraneo.
Comandato, il Genio della lampada aiuta Aladino e sua madre ad uscire dalla miseria, permettendogli di aprire un negozio di stoffe. Finalmente, il Genio, che apparentemente tutto può, potendo recuperare ricchezze inestimabili e completare lavori in apparenza impossibili, sostiene Aladino nella sua scalata sociale. Il Genio costruisce un palazzo meraviglioso, grande, bello e ricco di ogni ben di Dio, con un sontuoso salone di 24 finestre, tutte adornate di gemme, per Aladino, ormai divenuto genero e fidato consigliere del sovrano.
Il Genio dell'anello non poteva sovrastare le magie di quello della lampada, anche se era capace di altrettante meraviglie, come trasportare Aladino istantaneamente da un punto all'altro del reame.

## Cultura di massa

### Disney
Il Genio appare nel classico Disney Aladdin del 1992 e nelle opere seguenti. 
Il Genio appare anche brevissimamente nell'episodio Ercole e le Mille e una notte della serie animata Hercules dell'omonimo film del 1997.
Tra le icone della cultura popolare, il Genio è capace di prendere la forma di vari e assortiti personaggi: William F. Buckley Jr., Groucho Marx, don Vito Corleone, Arnold Schwarzenegger, Jack Nicholson, Optimus Prime, Alan Grant, il Capitano Achab, Spock, Davy Crockett, Lo Squalo, un Cylone, Michael Buffer, Godzilla, Superman (o meglio "SuperGenio"), Paul Bunyan (con la band Babe the Big Blue Ox), John Wayne, Forrest Gump, Elvis Presley, Woody Allen, Mrs. Doubtfire, e anche personaggi Disney come Baloo, il Bianconiglio, lo Stregatto, Pocahontas, Topolino, Pinocchio, Geppetto, il Grillo Parlante, Mago Merlino, Bongo, Ariel, Re Tritone, DeCastor, Zazu, Pumbaa, Paperon de' Paperoni, Darkwing Duck, Pluto, Bonkers e Tigro.
È stato interpretato dall'attore Will Smith nel film remake live action di Aladdin diretto da Guy Ritchie, uscito nel 2019.
Il Genio appare anche nei videogiochi della saga Kingdom Hearts.

### Cinema e televisione
Il Genio appare nella serie televisiva C'era una volta e nella pellicola di Bruno Corbucci Superfantagenio interpretato da Bud Spencer.